# Kopertijd in Nederland

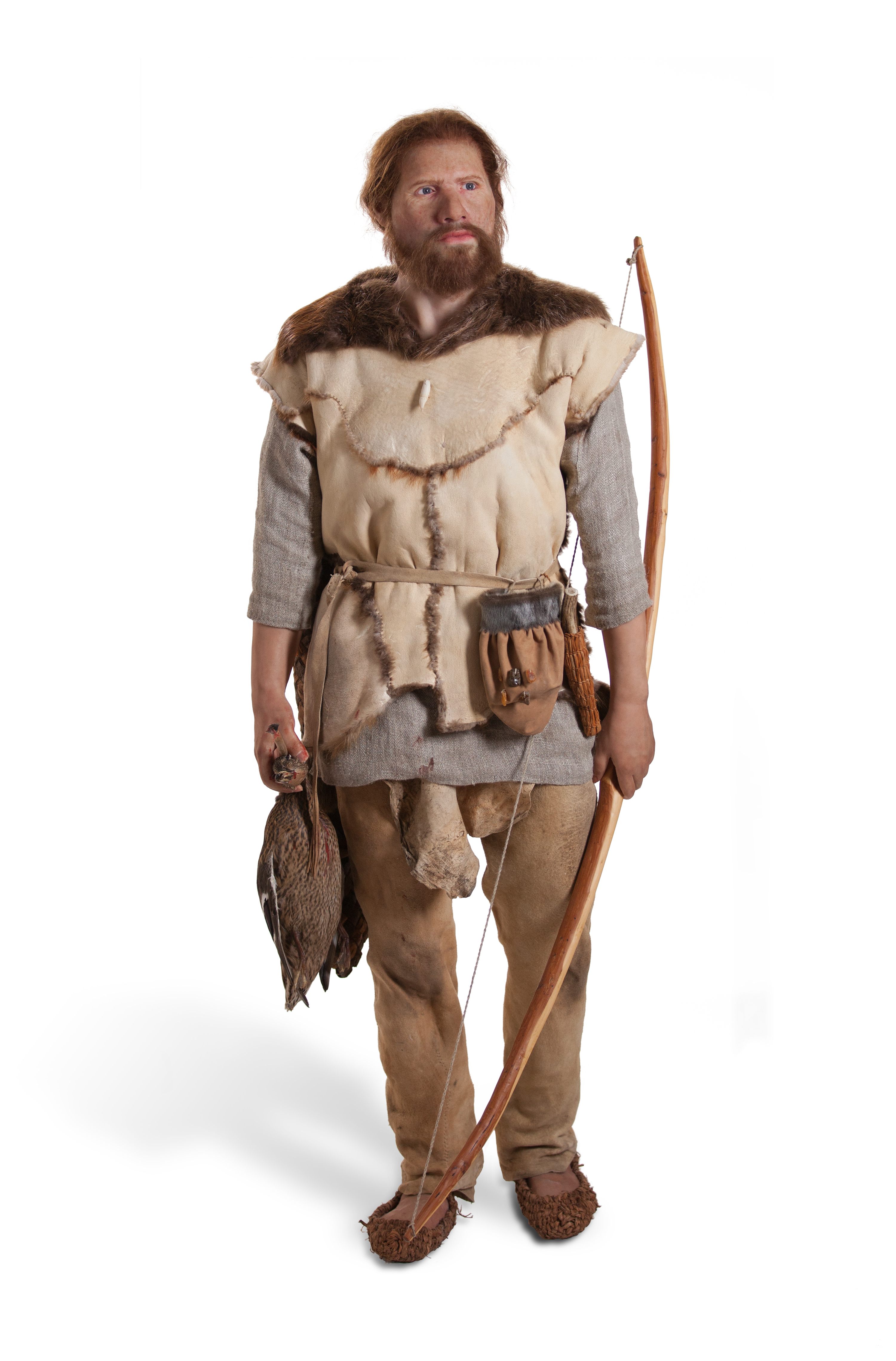
reconstructie van Cees de steentijdman uit de enkelgrafcultuur

De kopertijd in Nederland volgde op het neolithicum in Nederland, waar het vaak nog als een deel van wordt beschouwd. Koperen artefacten worden dan ook slechts zelden aangetroffen, maar cultureel onderscheidde het zich duidelijk van de voorafgaande periode, als deel van de grotere veranderingen tijdens de Europese kopertijd. 
Ze werd opgevolgd door de bronstijd in Nederland.

## Standvoetbekercultuur
Omstreeks 2900 v.Chr. werd de trechterbekercultuur zeer abrupt opgevolgd door de enkelgrafcultuur (in Nederland ook standvoetbekercultuur genoemd), de westelijke tak van de Noord-Europese touwbekercultuur. Volgens de koerganhypothese ontstond de touwbekercultuur door het uit het oosten binnendringen van de Indo-Europese kogelamforacultuur in de pre-Indo-Europese trechterbekercultuur. Deze theorie wordt bevestigd door genetisch onderzoek dat stelt dat er rond 2400 v.Chr. een significante migratie plaatsvond van de Pontische steppe naar Centraal-Europa. De mensen van de standvoetbekercultuur maakten gebruik van karren.

## Klokbekercultuur

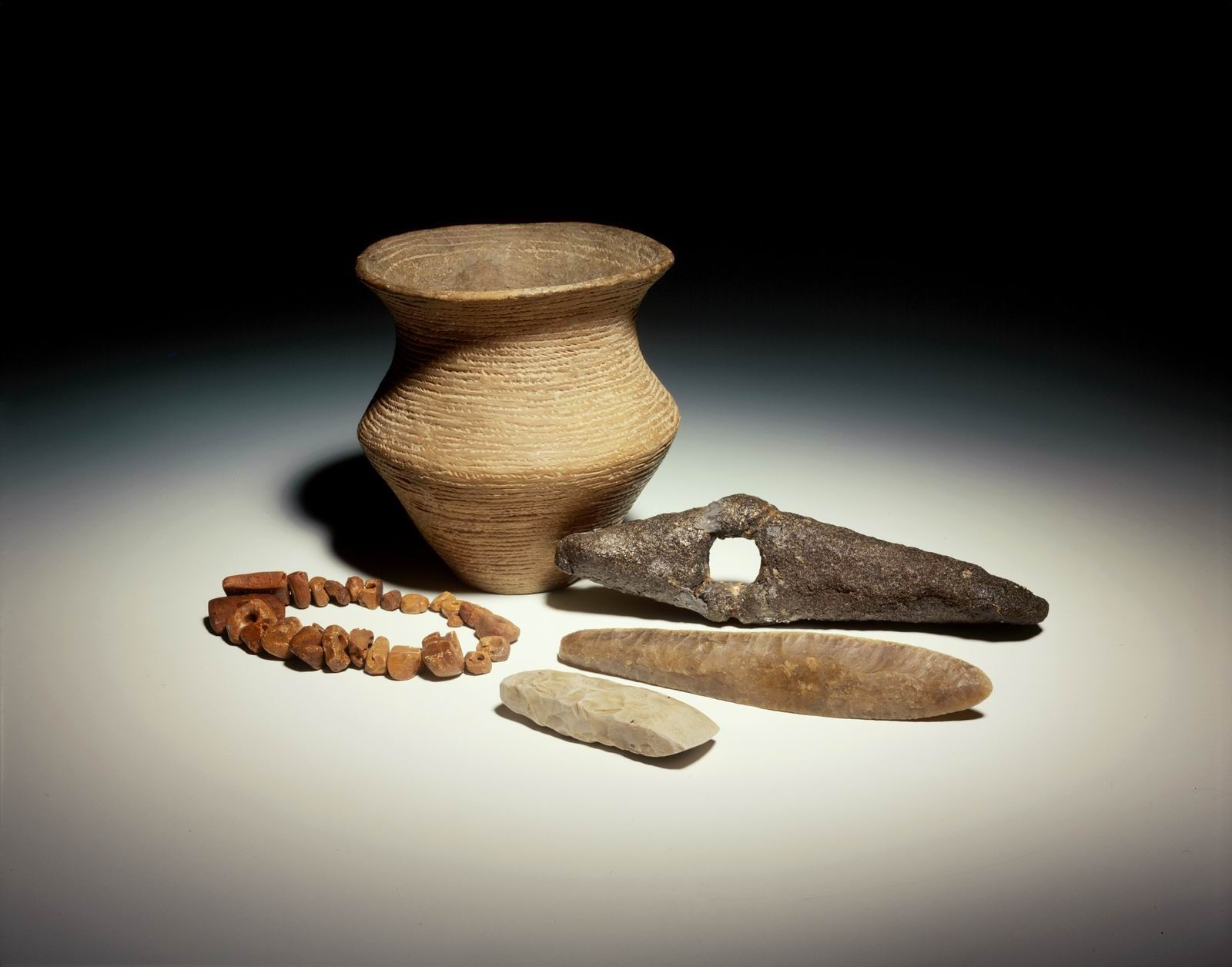
klokbeker met touwversiering; stenen hamer met steelgat; dolk; bijl; halssnoer van 36 barnstenen kralen van grillige vorm
Garderen, heuvel 4, Solsche berg

Het gebruik van koper nam toe bij de klokbekercultuur (2700 - 2100 v. Chr.) die naast en uit de touwbekercultuur ontstond, op een plaats en wijze die nog niet volledig duidelijk is. Het typerende eigen aardewerk van bekers in klokvorm heeft ze haar naam gegeven. De klokbekercultuur wordt verder door een aantal technische innovaties gekenmerkt, zoals de ploeg, het wiel en karren. Dit wijst op een aanzienlijke hervorming van het landbouwsysteem, maar ook op de mogelijkheid van beter transport. Deze groep verspreidde zich over heel West-Europa. Met deze cultuur begon een tijd van intensieve overzeese contacten, wat de overeenkomst tussen de prehistorische culturen aan weerszijden van de Noordzee verklaart. Ze zouden daarbij zelfs Noord-Afrika hebben bereikt. Ze gebruikten strijdhamers, handbogen, dolken en speren met koperen kop als wapens. Onderzoekers menen dat hun behoefte aan koper (en goud) in grote mate tot de ontwikkeling van de metaalbewerking in Europa heeft bijgedragen. 
Rond 2000 v.Chr. ging de klokbekercultuur over in de wikkeldraadbekercultuur en begon de bronstijd in Nederland.

## Grafheuvels
Een opvallende verandering was de overgang van de gemeenschappelijke graven van de touwbekercultuur, zoals de bekende hunebedden, naar individuele graven, bedekt door grafheuvels, en het meegeven van grafgiften zoals hakbijlen, bekers en messen. Het lichaam van de overledene was in opgevouwen foetushouding oost-west georiënteerd. 